# Wagner Gyula
Wagner Gyula (Pest, 1851. november 28. – Bécs, 1937. október 15.) építész. Több mint százötven hazai középület tervezője. Számos törvénykezési palota és több börtön épült a tervei alapján.

## Életpályája
Apja, id. Wagner János (1813–1904) építész volt. Testvérei közül rajta kívül még három lett építész (ifj. Wagner János, Wagner Ferenc és Wagner Ödön), míg az ötödik fivér, Wagner György Budapest tiszti főorvosa lett. Mesterei édesapja, illetve a bécsi Theophil Hansen voltak. Mivel kora nagy építészeti megbízásaival nem járt szerencsével, ezért speciálizálódott, és az igazságügyi épületek egyik legjelentősebb hazai mesterévé képezte magát. Az első világháborút követően Bécsben élt és dolgozott.
Bécsben hunyt el. A gersthofi temetőben helyezték örök nyugalomra. Sírja ma már nem látható, mert 1975-ben felszámolták.

## Válogatott munkái
- 1891: Tolna Megyei Büntetés-végrehajtási Intézet
- 1883–1884: Szegedi Fegyház és Börtön, Szeged[5]
- 1885: Váci Fegyház és Börtön, Vác (bővítés, felújítás)[6]
- 1885–1886: Sopronkőhidai Fegyház és Börtön, Sopron
- 1889–1891: Nyíregyházi Királyi Törvényszéki Fogház, Nyíregyháza
- 1894–1895: Törvényszéki Palota, Kecskemét
- 1894–1896: Budapesti Fegyház és Börtön, Budapest
- 1896: Törvényszéki Palota, Újvidék
- 1896: Törvényszéki Palota, Makó
- 1896–1897: Máramarosszigeti börtön, Máramarossziget
- 1896–1897: Királyi Törvényszéki Palota, Máramarossziget
- 1897–1898: Királyi Törvényszéki Palota, Gyula
- 1898–1902: Igazságügyi palota, Kolozsvár[7]
- 1901–1902: Városi bíróság, Hódmezővásárhely[8]
- 1902: Királyi Törvényszéki Palota, Székesfehérvár
- 1904: Bács-Kiskun Megyei Büntetés-végrehajtási Intézet
- 1906–1908: Királyi Törvényszéki Törvényház, Eger
- 1904-1905: Igazságügyi palota, Csíkszereda

## Képtár

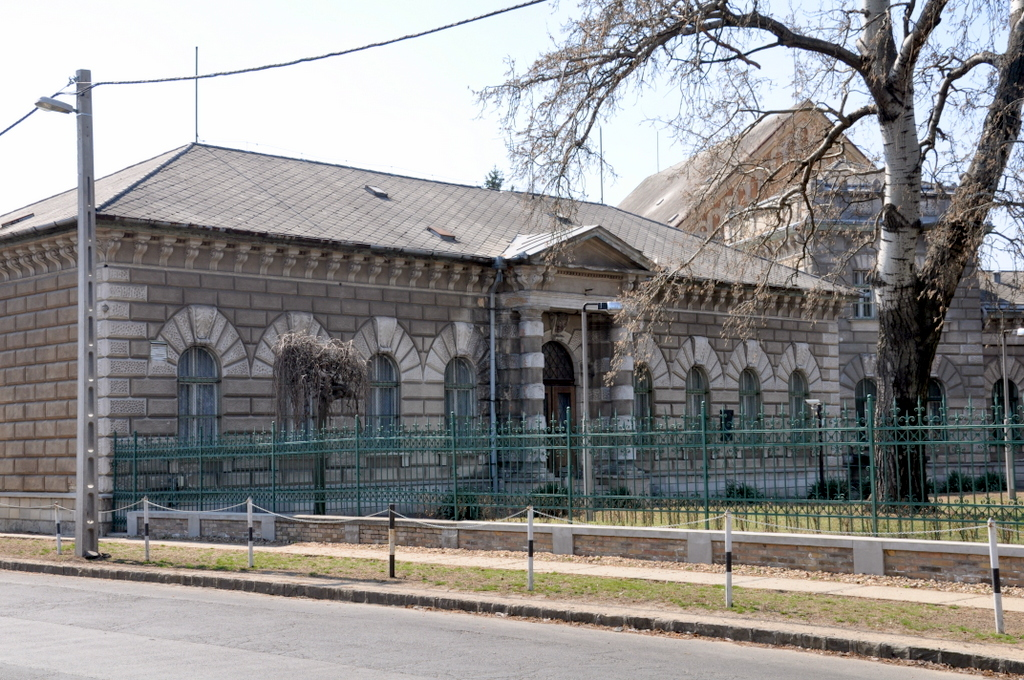
Budapesti (Kozma utcai) Fegyház és Börtön
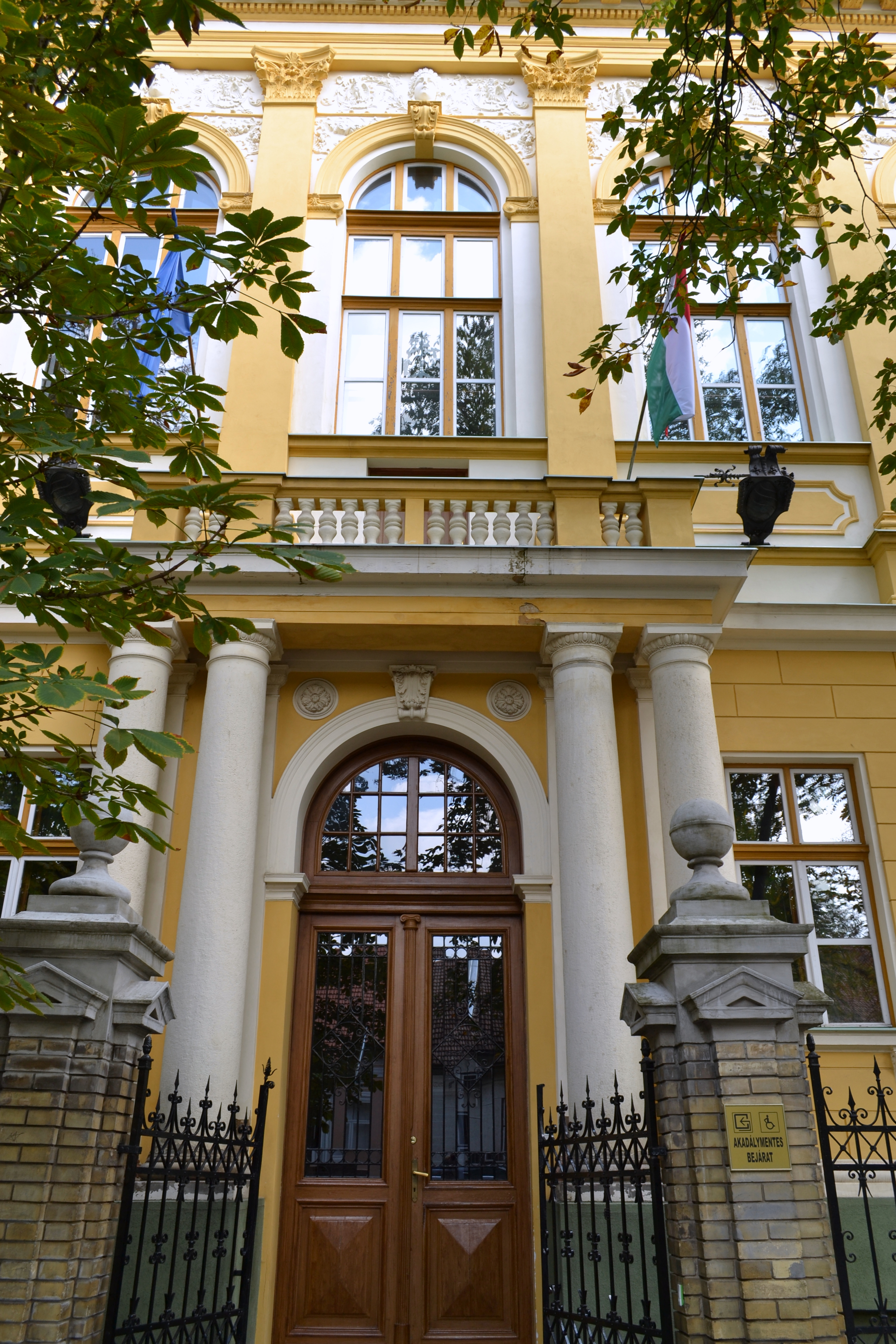
Gyulai Megyei Bíróság
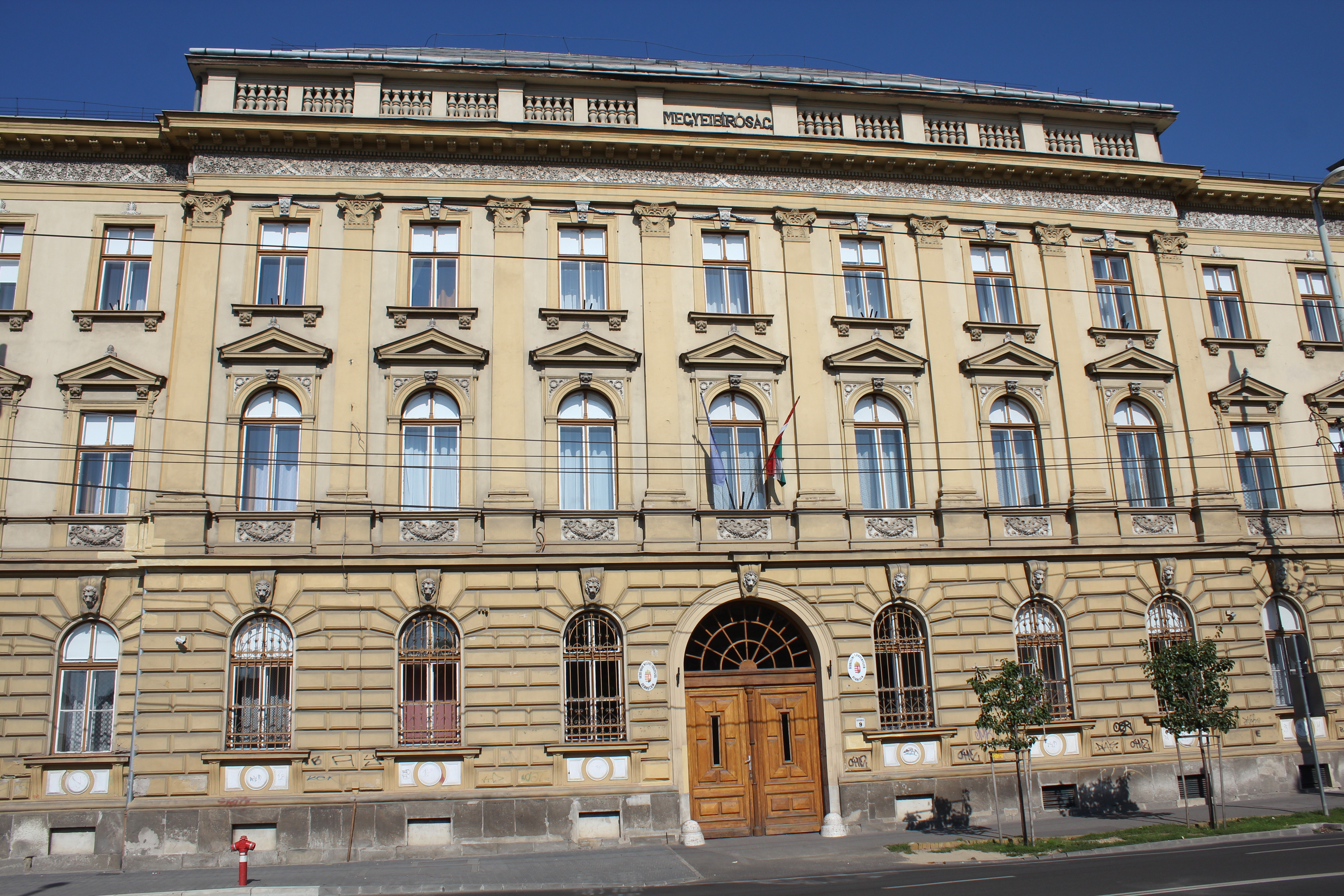
Debreceni Megyei Bíróság
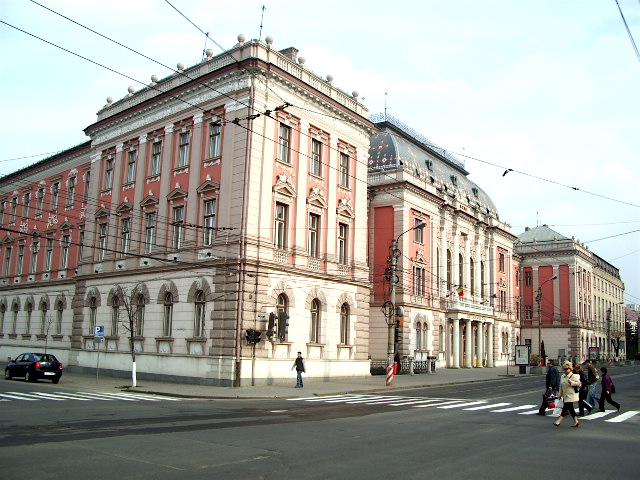
Kolozsvári Igazságügyi Palota
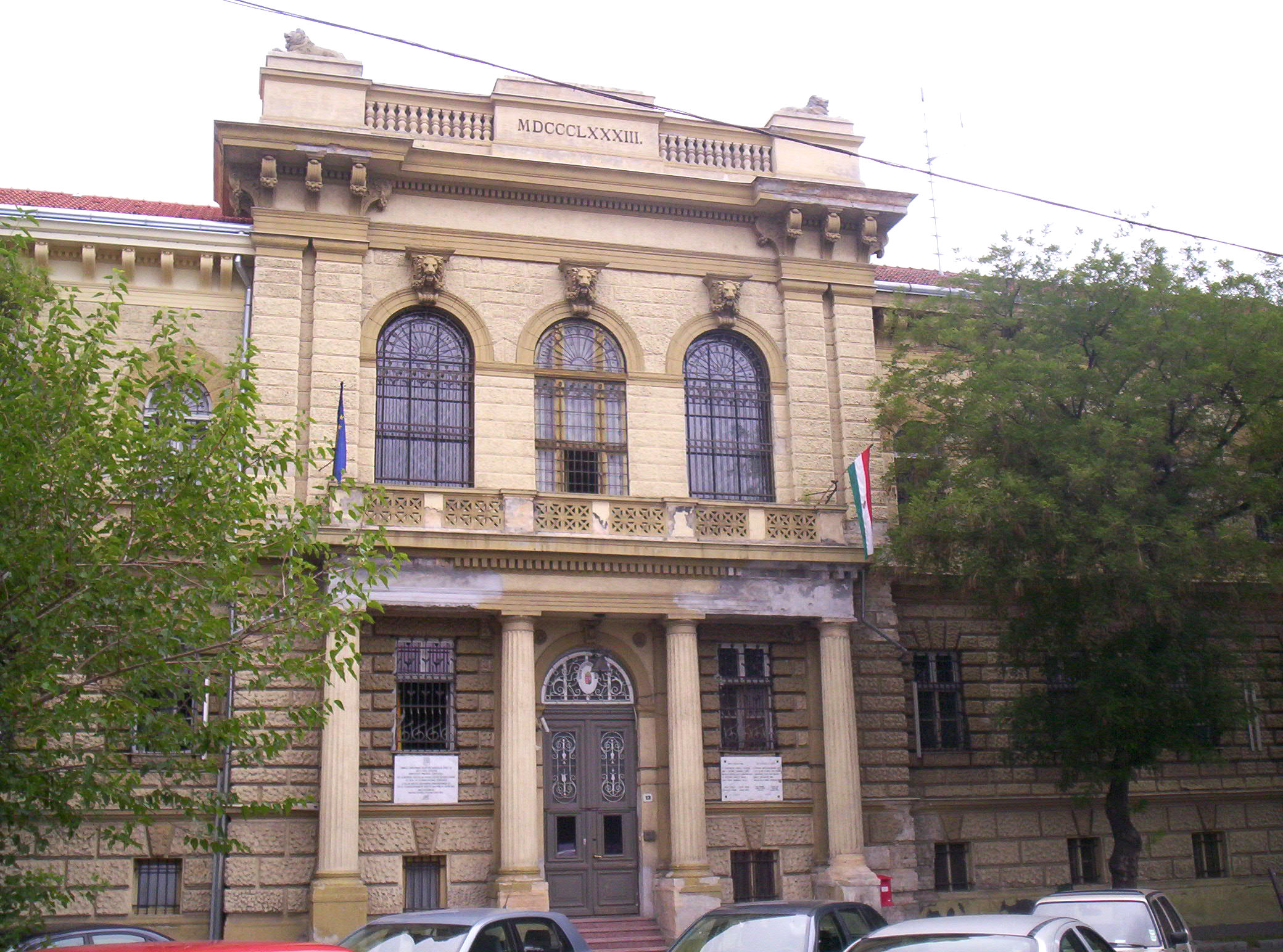
Szegedi Fegyház és Börtön
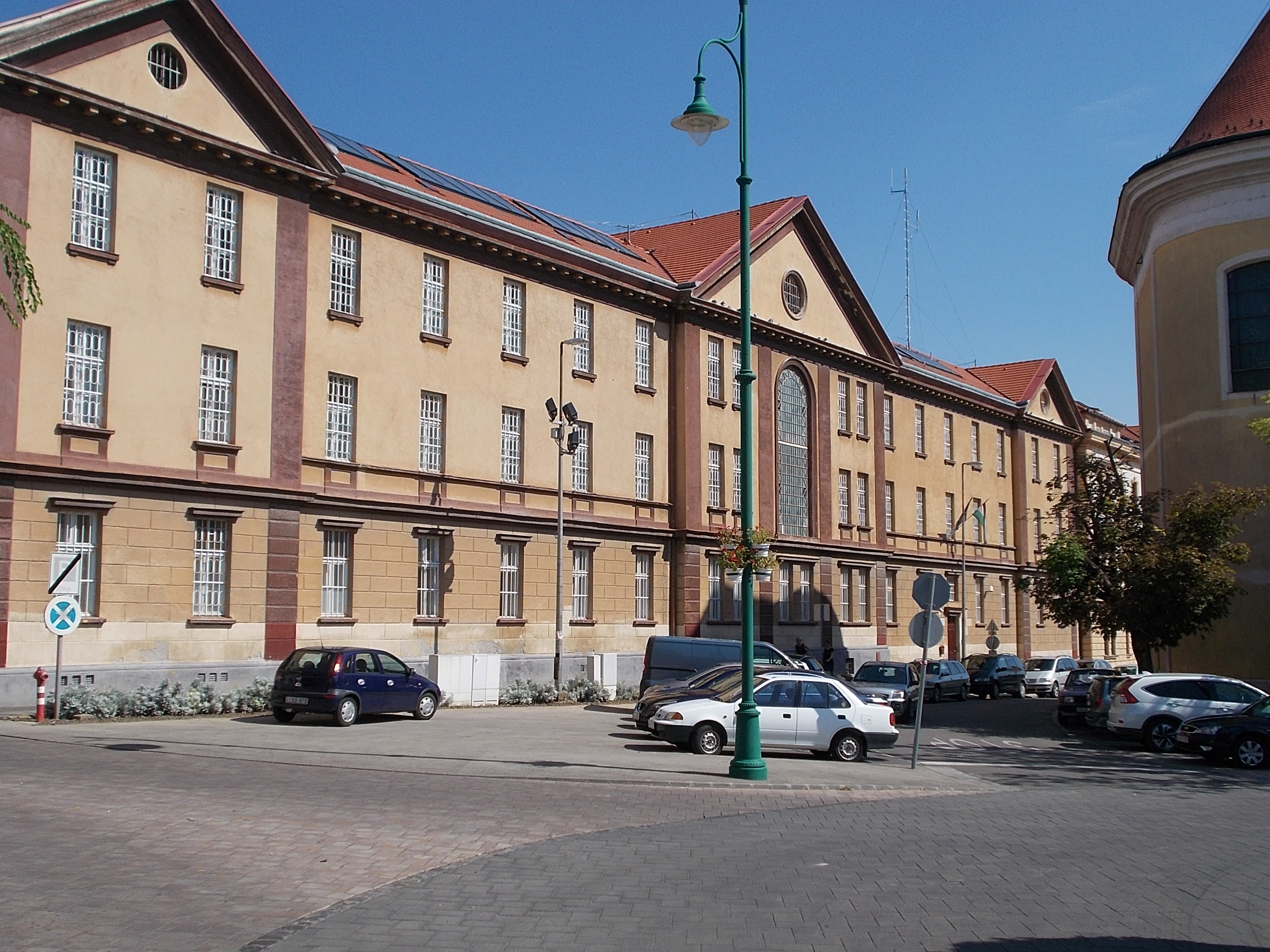
Tolna Megyei Büntetés-végrehajtási Intézet, Szekszárd
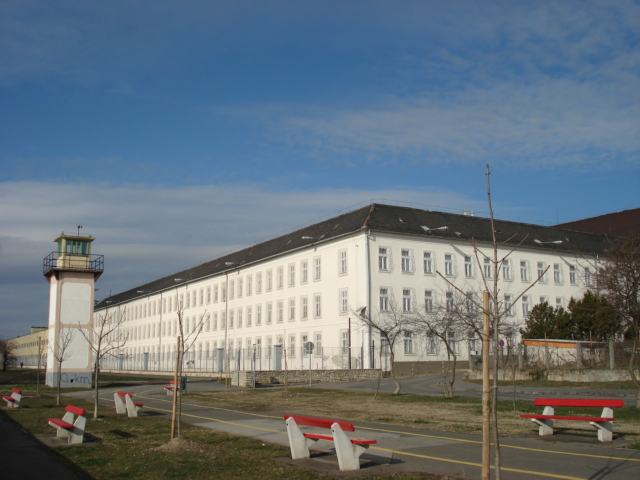
Váci Fegyház és Börtön